# اجاناهالی، بنگالور جنوبی
اجاناهالی، بنگالور جنوبی (به انگلیسی: Ajjanahalli, Bangalore South) یک روستا در هند است که در کارناتاکا واقع شده‌است.